# 赤坂ビデオセンター
株式会社赤坂ビデオセンター（あかさかビデオセンター、略称：AVC）は、かつて存在した東京放送ホールディングス（TBSHD） の連結子会社で、TBS系のドラマ・バラエティ番組の編集・MAの業務を行っていたポストプロダクションである。

## 沿革
- 1972年2月8日 - 設立
- 2012年10月1日 - 同じTBSHDの関連子会社であるプロカムと合併し、TBSテックス（現・TBSアクト）を設立した。

## 所在地
- 本社 - 東京都港区赤坂2丁目5番4号 赤坂室町ビル7F
- 赤坂編集センター - 東京都港区赤坂5丁目3番6号 TBS放送センター6F
- 山王下編集室 - 東京都港区赤坂2丁目5番4号 赤坂室町ビル7F
- 緑山編集センター - 神奈川県横浜市青葉区緑山2100番地 TBS緑山スタジオ4F

## 役員
- 代表取締役社長 : 吉澤寛
- 取締役 : 杉原啓介、太田晴弥（株式会社TBSテレビ）、鉄尾直司（非常勤　株式会社TBSテレビ）、伊東敏彦（非常勤　株式会社東京放送ホールディングス）
- 監査役 : 泉智子（株式会社TBSテレビ）

## 主な作品

### テレビ番組
（凡例）太字:現在放映中および継続中またはこれからの予定の番組。※特に記述がない場合はTBSテレビで放送。